# Liste des raffineries d'aluminium
Cet article recense les raffineries d'aluminium (extraction d'alumine à partir de bauxite) dans le monde.

## Raffineries d'alumine
| Pays                | Localisation             | Coordonnées                       | Capacité (kT/an)                             | Compagnie |
| ------------------- | ------------------------ | --------------------------------- | -------------------------------------------- | --- |
| Allemagne           | Martinswerk Alumina      |                                   | 0                                            | Albemarle Corporation |
| Allemagne           | Stade Alumina            |                                   | 650                                          | Dadco Alumina and Chemicals Ltd, VAW aluminium AG (United Nations 2000)                                                                |
| Arabie saoudite     | Ma'aden                  |                                   | 1,800                                        | 25.1% Alcoa |
| Argentine           | Puerto Madryn            | 42° 44′ 27″ S, 65° 02′ 34″ O      | 447.2                                        | Aluar Aluminio Argentino S.A.I.C. |
| Australie           | Gove                     | 12° 11′ 17″ S, 136° 41′ 11″ E     | 3,700 (suspended in 2013)                    | Rio Tinto Alcan (Alcan 2006) |
| Australie           | Gladstone                | 23° 52′ 01″ S, 151° 17′ 25″ E     | 3,954                                        | 80 % (Rio Tinto Alcan) 20% Rusal |
| Australie           | Yarwun                   | 23° 49′ 36″ S, 151° 09′ 13″ E     | 3,400                                        | Rio Tinto Alcan |
| Australie           | Kwinana                  | 32° 11′ 40″ S, 115° 46′ 38″ E     | 2,150                                        | Alcoa |
| Australie           | Pinjarra                 | 32° 38′ 40″ S, 115° 56′ 58″ E     | 4,200                                        | Alcoa |
| Australie           | Wagerup                  | 32° 55′ 02″ S, 115° 54′ 50″ E     | 2,400                                        | Alcoa |
| Australie           | Worsley Alumina          | 33° 13′ 57″ S, 116° 04′ 06″ E     | 4,600                                        | 86% South32, 10% Japan Alumina Associates, 4% Sojitz Alumina                                                                           |
| Bosnie-Herzégovine  | Birac                    |                                   | 600                                          | Energoinvest Alumina (United Nations 2000)                                                                                             |
| Bosnie-Herzégovine  | Mostar Alumina           | 43° 16′ 30″ N, 17° 49′ 14″ E      |                                              | Energoinvest Alumina |
| Brésil              | Alumar                   | 2° 42′ 32″ S, 44° 20′ 49″ O       | 3,500                                        | 19% Alcoa, 35% Alcoa, 36% South32, 10% Rio Tinto Alcan                                                                                 |
| Brésil              | Poços de Caldas          | 21° 50′ 30″ S, 46° 35′ 24″ O      | 390                                          | Alcoa |
| Brésil              | Belém                    | 1° 32′ 43″ S, 48° 44′ 04″ O       | 6,200, expansion to 6,400 concluded in 2008. | 86.0% Norsk Hydro, 3.6% CBA, 1.2% Japan Alunorte Investment, 0.1% Mitsubishi Corp., 0.2% Mitsui & Co, 3.8% NAAC (Hydro Aluminium 2004) |
| Brésil              | Alumínio                 | 23° 31′ 53″ S, 47° 15′ 59″ O      | 940                                          | Cia Brasileira de Aluminio |
| Brésil              | Alumina Rondon           | 4° 46′ 40″ S, 48° 04′ 02″ O       | 3,000 in 2019                                | Cia Brasileira de Aluminio |
| Canada              | Saguenay                 | 48° 25′ 37″ N, 71° 09′ 44″ O      | 1,400                                        | Rio Tinto Alcan (Alcan 2006) |
| Chine               | Guizhou Alumina          |                                   | 1,100                                        | Chinalco (United Nations 2000) |
| Chine               | Pingguo Alumina          | 23° 20′ 12″ N, 107° 29′ 43″ E     | 955                                          | Chinalco (United Nations 2000) |
| Chine               | Shandong Alumina         |                                   | 1,650                                        | Chinalco (United Nations 2000) |
| Chine               | Shanxi Alumina           |                                   | 2,250                                        | Chinalco (United Nations 2000) |
| Chine               | Dingtai Tuoyuan          |                                   | 150                                          | |
| Chine               | East Hope (Sanmenxia)    | 34° 44′ 35″ N, 111° 14′ 18″ E     | 650                                          | |
| Chine               | Guixi Huayin             |                                   | 200                                          | |
| Chine               | Jiaokou                  |                                   | 50                                           | |
| Chine               | Kaiman                   |                                   | 1100                                         | |
| Chine               | Lubei                    |                                   | 320                                          | |
| Chine               | Luneng Jinbei            |                                   | 975                                          | |
| Chine               | Nanchuan                 |                                   | 0                                            | |
| Chine               | Nanshan                  |                                   | 400                                          | |
| Chine               | Pingdingshan             |                                   | 375                                          | |
| Chine               | Shanxi Tongde            |                                   | 0                                            | |
| Chine               | Luneng Jinbei            |                                   | 975                                          | |
| Chine               | Wanji Xiangjiang         | 34° 45′ 14″ N, 112° 04′ 20″ E     | 400                                          | |
| Chine               | Weiqiao                  |                                   | 2500                                         | |
| Chine               | Wusheng (Pinglu)         |                                   | 200                                          | |
| Chine               | Xinfa Huayu              |                                   | 2300                                         | Chiping Xinfa |
| Chine               | Yangquan                 |                                   | 400                                          | |
| Chine               | Yimei                    |                                   | 150                                          | |
| Chine               | Yunnan                   |                                   | 0                                            | |
| Chine               | Zhengzhou                |                                   | 2490                                         | |
| Chine               | Zhongmei                 |                                   | 83                                           | |
| Chine               | Zhongzhou                |                                   | 2000                                         | |
| Chine               | Zunyi                    |                                   | 0                                            | |
| Émirats arabes unis | Al-Taweelah              |                                   |                                              | Emirates Global Aluminium |
| Espagne             | San Ciprián              | 43° 41′ 56″ N, 7° 27′ 50″ O       | 1,530                                        | Alcoa |
| États-Unis          | Baton Rouge              |                                   | ?                                            | Honeywell |
| États-Unis          | Burnside                 | 30° 08′ 17″ N, 90° 55′ 23″ O      | 0,560                                        | Almatis |
| États-Unis          | Gramercy                 | 30° 02′ 19,5″ N, 90° 49′ 47,6″ O  | 1,215                                        | Noranda Aluminum |
| France              | Gardanne                 | 43° 27′ 09″ N, 5° 27′ 41″ E       | 650                                          | Alteo (Rio Tinto Alcan en 2011) |
| Grèce               | Distomon Alumina         |                                   | 830                                          | Mytilineos Holdings through Rio Tinto Alcan through Pechiney                                                                           |
| Guinée              | Friguia                  |                                   | 755                                          | Compagnie des bauxites de Guinée |
| Guinée              | Sangarédi                | 11° 05′ 26″ N, 13° 59′ 38″ O      | 0                                            | 33% Global Alumina, 33% BHP Billiton, 25% Dubai Aluminium Company Limited, 8.3% Mubadala Development Company PJSC                      |
| Inde                | Visakhapatnam            | 17° 35′ 34″ N, 82° 45′ 08″ E      | 1500                                         | Anrak Aluminium Ltd, |
| Inde                | Belgaum                  |                                   | 390                                          | Indal, Hindalco (United Nations 2000)                                                                                                  |
| Inde                | Damanjodi                | 18° 46′ 26″ N, 82° 53′ 37″ E      | 2,275                                        | NALCO (United Nations 2000) |
| Inde                | Gujarat Alumina Project  |                                   |                                              | [ 1 ] |
| Inde                | Chhattisgarh             | 22° 23′ 39″ N, 82° 43′ 53″ E      | 205                                          | Korba Alumina, BALCO, Sterlite Industries (United Nations 2000)                                                                        |
| Inde                | Lanjigarh,Odisha         | 19° 42′ 24″ N, 83° 22′ 00″ E      | 1000 (to be 1400 in 2011)                    | Vedanta Alumina, Vedanta Resources |
| Inde                | Tamil Nadu               | 11° 48′ 32″ N, 77° 49′ 44″ E      | 100                                          | Mettur Alumina, Malco, Sterlite Industries (United Nations 2000)                                                                       |
| Inde                | Muri Alumina             |                                   | 120                                          | Indal, Hindalco (United Nations 2000)                                                                                                  |
| Inde                | Uttar Pradesh            |                                   | 700                                          | Renukoot Alumina, Hindalco (United Nations 2000)                                                                                       |
| Inde                | Doraguda                 | 19° 11′ 23″ N, 83° 01′ 43″ E      | 1500                                         | Utkal Alumina International Limited, Hindalco                                                                                          |
| Iran                | Jajarm                   |                                   |                                              | |
| Irlande             | Aughinish                | 52° 37′ 35″ N, 9° 03′ 53″ O       | 1,900                                        | Rusal |
| Italie              | Eurallumina              | 39° 12′ 26″ N, 8° 23′ 50″ E       | 1,100                                        | Rusal |
| Jamaïque            | Clarendon                |                                   | 1,400                                        | 50% Alcoa, 50% Jamaican Government |
| Jamaïque            | Ewarton Alumina          |                                   | 675                                          | Jamaican Government, United Company of Rusal                                                                                           |
| Jamaïque            | Kirkvine Alumina         |                                   | 625                                          | Jamaican Government, United Company of Rusal                                                                                           |
| Japon               | Ehime                    |                                   | 0                                            | Sumitomo Chemical |
| Japon               | SAL Yokohama Alumina     |                                   | 0                                            | Showa Denko KK |
| Japon               | Shimizu Alumina          |                                   | 0                                            | Nippon Light Metal (United Nations 2000)                                                                                               |
| Kazakhstan          | Pavlodar Alumina         |                                   | 1,540                                        | Alkaz (United Nations 2000) |
| Monténégro          | Podgorica                |                                   | 38                                           | Uniprom KAP |
| Roumanie            | Tulcea                   |                                   | 600                                          | Alro SA, Slatina |
| Russie              | Achinsk Alumina Refinery |                                   | 1,100                                        | Rusal |
| Russie              | Bauxitogorsk             |                                   | 186                                          | Rusal |
| Russie              | Bogoslovsk               | 59° 46′ 42″ N, 60° 10′ 12″ E      | 1100                                         | Rusal |
| Russie              | Sosnogorsk               |                                   | 1,400 (Under Construction)                   | Rusal |
| Russie              | Kamensk-Ouralski         | 56° 22′ 17″ N, 61° 58′ 14″ E      | 750                                          | Ural Aluminium Smelter, Rusal (United Nations 2000)                                                                                    |
| Russie              | Pikalevo                 |                                   | 268                                          | Rusal (United Nations 2000) |
| Russie              | Volkhov Alumina          |                                   | 400                                          | North-West Aluminium (United Nations 2000)                                                                                             |
| Slovaquie           | Slovalco                 |                                   | 180                                          | Zavod SNP (United Nations 2000) |
| Slovénie            | Talum Alumina            |                                   | 0                                            | Eti Holding S.A. |
| Suriname            | Paranam                  | 5° 35′ 35,91″ N, 55° 06′ 11,11″ O | 0                                            | Alcoa |
| Turquie             | Seydisehir Alumina       |                                   | 200                                          | Eti Holding S.A. (United Nations 2000)                                                                                                 |
| Ukraine             | Zaporozhye               | 47° 53′ 27″ N, 35° 12′ 14″ E      | 270                                          | Rusal |
| Ukraine             | Mykolaïv                 |                                   | 1421                                         | Rusal |
| Venezuela           | Bauxilum                 |                                   | 2,000                                        | Corporacion Venezolana de Guayana |
| Venezuela           | Venalum                  |                                   | 0                                            | Corporacion Venezolana de Guayana |
| Viêt Nam            | Lam Dong Project         |                                   | 0                                            | Pechiney, CAV |
| Viêt Nam            | Tan Rai Alumina Project  |                                   | 0                                            | [ 1 ] |

Fermées
| Pays         | Localisation       | Coordonnées                  | Date de fermeture | Compagnie                                         |
| ------------ | ------------------ | ---------------------------- | ----------------- | ------------------------------------------------- |
| Azerbaïdjan  | Gyandzha Alumina   |                              | 1997              | Azeralyuminii (Levine, 1996); DET.Al Holding      |
| Brésil       | Ouro Preto         |                              | 2014              | Novelis                                           |
| États-Unis   | Corpus Christi     | 27° 53′ 00″ N, 97° 15′ 32″ O | 2016              | Sherwin Alumina Company, wholly owned by Glencore |
| États-Unis   | Point Comfort      | 28° 39′ 03″ N, 96° 33′ 45″ O | 2019              | Alcoa                                             |
| Jamaïque     | Nain St. Elizabeth |                              | 2017              | Alpart, 65% Rusal (2011), 35% Hydro Aluminium     |
| Roumanie     | Oradea             |                              | 2002              |                                                   |
| Royaume-Uni  | Burntisland        |                              | 2002              | Burntisland Aluminium Works, Alcan (1972)         |
| Îles Vierges | St. Croix          |                              | 2000              | Alcoa (Plunkert 1997)                             |

## Production d'alumines de spécialité
| Pays         | Localisation             | Capacité (kT/an) | Compagnie                                                 |
| ------------ | ------------------------ | ---------------- | --------------------------------------------------------- |
| Allemagne    | Teutschenthal            | 28               | Imerys (Alteo en 2017, Rio Tinto Alcan en 2012)           |
| Canada       | Brockville               | 20               | Axens (Rio Tinto Alcan en 2019)                           |
| Canada       | Saguenay                 | 180              | Rio Tinto Alcan (Alcan 2006)                              |
| Corée du Sud | Mopko                    | 180              | South Korea General Chemical Corporation                  |
| États-Unis   | Gregory                  | Fermée en 2016   | Sherwin Alumina Company                                   |
| France       | Gardanne                 | 435              | Alteo (Rio Tinto Alcan en 2012)                           |
| France       | Beyrede                  | 28               | Imerys (Alteo en 2017, Rio Tinto Alcan en 2012)           |
| France       | La Bathie                | 31               | New Day Aluminum (Alteo en 2017, Rio Tinto Alcan en 2012) |
| Hongrie      | Ajka                     |                  | Magyar Aluminium                                          |
| Hongrie      | MOTIM-Magyarovar Alumina | 75               | Rusal                                                     |
| Inde         | Belgaum                  | 138              | Hindalco                                                  |
| Russie       | Boksitogorsk             |                  | Rusal                                                     |